# The Stone Quarry
The Stone Quarry (wcześniej Cruel and Unusual Films, Inc.) – amerykańska firma produkcyjna założona w 2004 roku przez Zacka Snydera, Deborah Snyder i Wesleya Collera.
Wytwórnia ma siedzibę w Warner Bros., znajduje się w Pasadenie, w Kalifornii.
Snyder i jego żona Deborah są współprezesami wytwórni, Coller służy jako partner firmy.

## Lista produkcji wytwórni

### Film
| Rok                          | Tytuł                                         | Reżyseria                    | Partnerzy produkcyjni                                                                   | Dystrybucja                               | Rotten Tomatoes              | Metacritic                   |
| Jako Cruel and Unusual Films | Jako Cruel and Unusual Films                  | Jako Cruel and Unusual Films | Jako Cruel and Unusual Films                                                            | Jako Cruel and Unusual Films              | Jako Cruel and Unusual Films | Jako Cruel and Unusual Films |
| ---------------------------- | --------------------------------------------- | ---------------------------- | --------------------------------------------------------------------------------------- | ----------------------------------------- | ---------------------------- | ---------------------------- |
| 2004                         | Świt żywych trupów                            | Zack Snyder                  | Strike Entertainment, New Amsterdam Entertainment                                       | Universal Pictures                        | 75%                          | 58/100                       |
| 2007                         | 300                                           | Zack Snyder                  | Legendary Pictures, Virtual Studios, Atmosphere Pictures, Hollywood Gang Productions    | Warner Bros. Pictures                     | 61%                          | 52/100                       |
| 2009                         | Watchmen: Strażnicy                           | Zack Snyder                  | Legendary Pictures, Lawrence Gordon Productions, DC Entertainment                       | Warner Bros. Pictures, Paramount Pictures | 65%                          | 56/100                       |
| 2010                         | Legendy sowiego królestwa: Strażnicy Ga’Hoole | Zack Snyder                  | Village Roadshow Pictures, Animal Logic                                                 | Warner Bros. Pictures                     | 52%                          | 53/100                       |
| 2011                         | Sucker Punch                                  | Zack Snyder                  | Legendary Pictures                                                                      | Warner Bros. Pictures                     | 22%                          | 33/100                       |
| 2013                         | Człowiek ze stali                             | Zack Snyder                  | DC Entertainment, Legendary Pictures, Syncopy Films, Peters Entertainment               | Warner Bros. Pictures                     | 56%                          | 55/100                       |
| 2014                         | 300: Początek imperium                        | Noam Murro                   | Legendary Pictures, Atmosphere Pictures, Hollywood Gang Productions                     | Warner Bros. Pictures                     | 45%                          | 48/100                       |
| 2016                         | Batman v Superman: Świt sprawiedliwości       | Zack Snyder                  | RatPac Entertainment, Atlas Entertainment, DC Entertainment                             | Warner Bros. Pictures                     | 29%                          | 44/100                       |
| 2017                         | Wonder Woman                                  | Patty Jenkins                | RatPac Entertainment, Tencent Pictures, Wanda Pictures, Atlas Entertainment, DC Studios | Warner Bros. Pictures                     | 93%                          | 76/100                       |
| 2017                         | Liga Sprawiedliwości                          | Zack Snyder                  | RatPac Entertainment, Atlas Entertainment, DC Films                                     | Warner Bros. Pictures                     | 40%                          | 45/100                       |
| 2018                         | Aquaman                                       | James Wan                    | The Safran Company, Mad Ghost Productions, RatPac Entertainment, DC Films               | Warner Bros. Pictures                     | 65%                          | 55/100                       |
| Jako The Stone Quarry        |                                               |                              |                                                                                         |                                           |                              |                              |
| 2020                         | Wonder Woman 1984                             | Patty Jenkins                | Atlas Entertainment, DC Films                                                           | Warner Bros. Pictures                     | 59%                          | 60/100                       |
| 2021                         | Liga Sprawiedliwości Zacka Snydera            | Zack Snyder                  | Warner Bros. Pictures, Access-Dune Entertainment, Atlas Entertainment, DC Films         | HBO Max                                   | 72%                          | 54/100                       |
| 2021                         | Armia umarłych                                | Zack Snyder                  | —                                                                                       | Netflix                                   | 67%                          | 57/100                       |
| 2021                         | Armia złodziei                                | Matthias Schweighöfer        | Pantaleon Films                                                                         | Netflix                                   | 68%                          | 49/100                       |
| 2023                         | Rebel Moon - Część 1: Dziecko ognia           | Zack Snyder                  | Grand Electric                                                                          | Netflix                                   | 25%                          | 32/100                       |
| 2024                         | Rebel Moon - Część 2: Zadająca rany           | Zack Snyder                  | Grand Electric                                                                          | Netflix                                   | —                            | —                            |
| TBA                          | Planet of the Dead                            | Zack Snyder                  | —                                                                                       | Netflix                                   | —                            | —                            |

### Telewizja
| Lata produkcji               | Tytuł                        | Twórcy              | Partnerzy produkcyjni                  | Oryginalna emisja       | Emisja w Polsce |  |
| Jako Cruel and Unusual Films |                              |                     |                                        |                         |                 |  |
| 2008–2009                    | Watchmen                     | Jake Strider Hughes | N/A                                    | Warner Premiere Digital | N/A             |  |
| Jako The Stone Quarry        |                              |                     |                                        |                         |                 |  |
| TBA                          | Army of the Dead: Lost Vegas | Jay Oliva           | Netflix Animation, Meduzarts Animation | Netflix                 | N/A             |  |